# Злочин против човечности
Злочин против човечности је кривично дело предвиђено међународним и унутрашњим правом, а које се први пут појавило на суђењу у Нирнбергу.
Злочин против човечности није био јасно издвојен у већини законодавстава у свету већ је обично био регулисан са ратним злочинима или у оквиру кривичних дела против међународног права. Усвајање Римског статута је за све земље које су га усвојиле створило обавезу да предвиде ово дело у својим кривичним законодавствима.

## Злочин против човечности у Римском статуту
У члану 7 Римског статута дати су основни елементи злочина против човечности. Злочином против човечности сматра се предузимање наведених радњи под условом да су оне предузете као део ширег или систематског напада упереног против било којег цивилног становништва. То су следеће радње:
- убиство, истребљење, поробљавање, депортација или присилно премештање становништва, затварање и други облици лишавање слободе који се предузимају уз кршење основних правила међународног права
- мучење, силовање, сексуално ропство, присилна проституција, присилна трудноћа, присилно стерилисање и сваки други облик сексуалног злостављања овакве или сличне природе
- прогањање било које групе или заједнице на политичкој, верској, расној, националној, етничкој, културној и полној основи, или по другим основима који су међународним правом универзално признати као недозвољени
- нестанак лица, апартхејд као и други нехумани поступци сличног карактера којима се намерно проузрокују тешке патње или озбиљно угрожавање физичког или менталног здравља

## Злочин против човечности у праву Србије
Злочин против човечности регулисан је чланом 371. Кривичног законика Србије, а радње предвиђене у том члану практично су идентичне онима предвиђеним у Римском статуту. Прописана је казна затвора од најмање пет година или затвор од тридесет до четрдесет година. На ово дело односи се одредба члана 108. КЗ о незастаревању.

## Обележја
Поред наведених радњи, битно је истаћи да је неопходно њихово предузимање у оквиру ширег или систематског напада упереног на цивилно становништво. Шири напад треба схватити као напад против великог броја жртава на једном ширем подручју и који се врши у одређеном временском периоду, који траје извесно време. Систематски напад подразумева да је напад планиран и организован. Субјективно обележје које се захтева код учиниоца је умишљај, који мора да обухвати и свест да се радња извршења предузима у оквиру ширег или систематског напада на цивилно становништво.
Злочин против човечности има одређене сличности и са кривичним делима геноцида и ратних злочина. Најважнија разлика у односу на ратни злочин је што је време вршења ирелевантно. Главна разлика у односу на геноцид односи се на непостојање геноцидне намере код извршиоца злочина против човечности. Разлика је и у погледу заштитног објекта - код злочина против човечности штите се индивидуална добра, а у случају геноцида егзистенција групе људи који припадају одређеној групи, тј. једно колективно, надиндивидуално добро.
Да би постојало ово кривично дело потребно је да се оно врши уз суделовање или толерисање од стране државе или неке политичке организације, тј. од организације која де факто или де јуре има политичку моћ. Ово је изричито предвиђено у члану 7 Римског статута, док није изричито предвиђено у КЗ Србије, али се до тога долази тумачењем.